# Kim Guadagno
Kimberly Ann "Kim" Guadagno, född McFadden 13 april 1959 i Waterloo, Iowa, är en amerikansk republikansk politiker. Hon tillträdde den 19 januari 2010 ämbetet som New Jerseys viceguvernör samtidigt som ämbetet inrättades. Hon tillträdde samtidigt ämbetet som delstatens statssekreterare (Secretary of State of New Jersey).
Guadagno föddes som Kimberly Ann McFadden i Iowa. Hon utexeminerades 1980 från Ursinus College och avlade 1983 juristexamen vid American University. Hon gifte sig med Michael Guadagno och paret fick tre söner.
Guadagno tjänstgjorde som sheriff i Monmouth County 2007–2010. Hon nominerades 2009 till Chris Christies viceguvernörskandidat i guvernörsvalet i New Jersey. De vann mot demokraternas kandidater, guvernör Jon Corzine och hans viceguvernörskandidat Loretta Weinberg.
I guvernörsvalet 2017 besegrades Guadagno av demokraten Phil Murphy.
Hon är gift med Michael och de har tre barn.